# Touih
Touih est une localité Bakwé située au sud-ouest de la Côte d'Ivoire et appartenant au département de San-Pédro, dans la Région du Bas-Sassandra.
La localité de Touih est un chef-lieu de commune.